# Cubeta de impresión (dental)

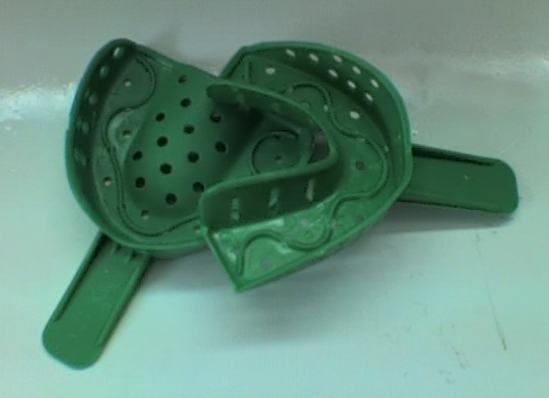
Cubetas estándar de plástico

Una cubeta de impresión es un recipiente fabricado especialmente para la realización de tomas de impresiones dentales, por lo que consta de un cuerpo, para contener los diferentes materiales de impresión existentes, que tendrá una forma adecuada adaptada a la anatomía bucal, variando según sea para la arcada superior o inferior. También consta de un mango que le permitirá al odontólogo o higienista dental sujetar dicha cubeta para llevarla a la boca del paciente, por lo que este mango no debe interferir en la funcionalidad de la cubeta de impresión.

## Tipos
- Prefabricadas

Existen en distintos tamaños y de diferentes materiales (metal, plástico, o teflón). Las cubetas de plástico siempre presentan orificios para que se adhiera mejor el material de impresión al introducirse en ellos.
Los requisitos de una cubeta prefabricada
- Fácil limpieza y esterilización
- Fácil adaptación a la anatomía del paciente.

Generalmente las cubetas prefabricadas tienen como diferencia que las de un paciente edéntulo tienen la gotera curva y las cubetas para pacientes déntulos la gotera plana 
- Individualizables

Este nombre se les da a las cubetas que son prefabricadas pero adaptadas a una necesidad especifica, esto se logra en el caso de las de aluminio que son maleables, poderlas cortar o modificar su forma adaptándolas a la boca del paciente.
- Individuales

Son aquellas cubetas que elabora el protésico dental en un laboratorio cuando el trabajo a realizar así lo requiere. Se llaman individuales porque se realizan específicamente para la boca de un determinado paciente ajustándose por tanto a la anatomía de la misma.
Pueden ser de diferentes materiales: de vinilotermoplast, de acrílico fotopolimerizable, o de acrílico autopolimerizable.
Según la necesidad pueden ser holgadas o ajustadas (dependiendo de la superficie a impresionar).
Las cubetas tienen su uso específico en cada etapa de la confección de una prótesis dado a los materiales con las que se utilizan.

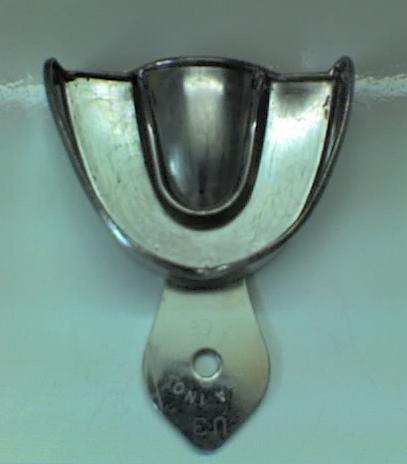
Cubeta metálica superior

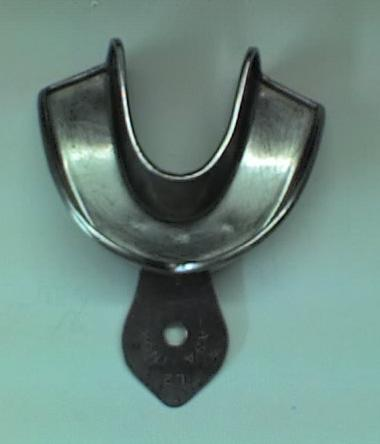
Cubeta metálica inferior

- Datos: Q5793492